# Edward Elgar Publishing
Edward Elgar Publishing è un editore britannico di libri e riviste scientifiche con sede a Cheltenham. È stata fondata nel 1986 ed è a conduzione familiare; un'altra sede è a Northampton, nel Massachusetts. Il programma editoriale comprende più di 4.500 libri con circa 300 nuove pubblicazioni all'anno nel campo del diritto e delle scienze sociali, in particolare l'economia, inclusa la vincitrice del Premio Nobel americano Elinor Ostrom.
Il nome dell'editore deriva dal suo fondatore e non ha nulla a che fare con il noto compositore Edward Elgar.

## Riviste scientifiche
- Journal of Human Rights and the Environment
- Queen Mary Journal of Intellectual Property
- Review of Keynesian Economics
- Leadership and the Humanities
- European Journal of Economics and Economic Policies